# Willem I van Hessen-Kassel
Willem IX (Kassel, 2 januari 1743 — aldaar, 27 februari 1821) was van 1785 tot 1803 landgraaf en daarna tot 1821 als Willem I keurvorst van Hessen-Kassel.
Hij werd geboren als zoon van landgraaf Frederik II van Hessen-Kassel en Maria van Groot-Brittannië, dochter van George II van Groot-Brittannië. Na de dood van zijn grootvader Willem VIII verkreeg hij in 1760 het Graafschap Hanau, dat tot 1764 door zijn moeder als regentes werd geregeerd. Hij studeerde te Göttingen en verbleef gedurende de Zevenjarige Oorlog aan het hof van zijn oom Frederik V van Denemarken. In 1764 huwde hij diens dochter Wilhelmina Caroline.
Hij verkocht in 1776 zijn troepen aan Engeland om te strijden in de Amerikaanse Onafhankelijkheidsoorlog en nam in 1778 in dienst van Pruisen deel aan de Beierse Successieoorlog. Na de dood van zijn vader (1785) besteeg hij de troon van Hessen-Kassel. Hij regeerde op zuinige wijze, verbeterde het kerk- en schoolwezen, maar belastte zijn volk na de Franse Revolutie door zijn gierigheid, onbarmhartigheid en militarisme. Hij streed in de Eerste Coalitieoorlog aan Pruisische zijde, maar verloor in 1795 een klein gebied op de linker Rijnoever aan Frankrijk. Hiervoor werd hij door de Reichsdeputationshauptschluss (1803) ruimschoots schadeloos gesteld met gebieden die aan Keur-Mainz hadden toebehoord, de vrije Rijksstad Gelnhausen en de keurvorstelijke waardigheid, die hij als Willem I op 15 mei aannam.
Als bondgenoot van Pruisen werd Hessen-Kassel na de Slag bij Jena (1806) door de Fransen veroverd. In 1807 voegde Napoleon het bij het Koninkrijk Westfalen, waar hij zijn broer Jérôme op de troon installeerde. Willem leefde in ballingschap te Holstein en Praag, van waaruit hij in 1809 een vergeefse poging deed zijn land te heroveren. Nadat na de Slag bij Leipzig (1813) het Koninkrijk Westfalen was opgeheven, keerde Willem, door het volk enthousiast begroet, terug in Kassel. Hij schafte alle napoleontische hervormingen af, zo radicaal dat het leek alsof het land nooit bezet was geweest; zelfs gedurende de bezetting gemaakte promoties en degradaties werden ongedaan gemaakt.
Het Congres van Wenen weigerde in 1815 aan zijn wens als Koning der Chatten erkend te worden tegemoet te komen. Omdat hij de groothertogelijke titel afwees, bleef hij de sinds de val van het Heilige Roomse Rijk betekenisloos geworden titel van keurvorst voeren, nu weliswaar met het predicaat Koninklijke Hoogheid. Hij regeerde zijn land op zeer autoritaire wijze. Weliswaar riep hij om aan de door hem aangegane verplichting te voldoen de standen bijeen om een constitutie overeen te komen, maar dit zou er uiteindelijk onder zijn bewind nooit van komen. Hij stierf op 27 februari 1821 en werd opgevolgd door zijn zoon Willem II. Zijn dochter Frederika was gehuwd met Alexius Frederik Christiaan van Anhalt-Bernburg. Julius von Haynau was zijn zoon uit de relatie met een minnares.

## Voorouders
| Kwartierstaat van Willem I van Hessen-Kassel | Kwartierstaat van Willem I van Hessen-Kassel                                                 | Kwartierstaat van Willem I van Hessen-Kassel                                                 | Kwartierstaat van Willem I van Hessen-Kassel                                                 | Kwartierstaat van Willem I van Hessen-Kassel                                                 | Kwartierstaat van Willem I van Hessen-Kassel                                                          | Kwartierstaat van Willem I van Hessen-Kassel                                                          | Kwartierstaat van Willem I van Hessen-Kassel                                                                       | Kwartierstaat van Willem I van Hessen-Kassel                                                                       |
| -------------------------------------------- | -------------------------------------------------------------------------------------------- | -------------------------------------------------------------------------------------------- | -------------------------------------------------------------------------------------------- | -------------------------------------------------------------------------------------------- | --- | --- | --- | --- |
| Overgrootouders                              | Karel van Hessen-Kassel (1654-1730) x Maria Anna van Koerland (1653-1711)                    | Karel van Hessen-Kassel (1654-1730) x Maria Anna van Koerland (1653-1711)                    | Maurits Willem van Saksen-Zeitz (1664-1718) x Maria Amalia van Brandenburg (1670-1739)       | Maurits Willem van Saksen-Zeitz (1664-1718) x Maria Amalia van Brandenburg (1670-1739)       | Koning George I van Groot-Brittannië (1660-1727) x 1682 Sophia Dorothea van Celle (1666-1727)         | Koning George I van Groot-Brittannië (1660-1727) x 1682 Sophia Dorothea van Celle (1666-1727)         | Johan Frederik van Brandenburg-Ansbach (1654-1686) x 1681 Eleonora Erdmuthe Louisa van Saksen-Eisenach (1662-1696) | Johan Frederik van Brandenburg-Ansbach (1654-1686) x 1681 Eleonora Erdmuthe Louisa van Saksen-Eisenach (1662-1696) |
| Grootouders                                  | Willem VIII van Hessen-Kassel (1682-1760) x Dorothea Wilhelmina van Saksen-Zeitz (1691-1743) | Willem VIII van Hessen-Kassel (1682-1760) x Dorothea Wilhelmina van Saksen-Zeitz (1691-1743) | Willem VIII van Hessen-Kassel (1682-1760) x Dorothea Wilhelmina van Saksen-Zeitz (1691-1743) | Willem VIII van Hessen-Kassel (1682-1760) x Dorothea Wilhelmina van Saksen-Zeitz (1691-1743) | Koning George II van Groot-Brittannië (1683-1760) ∞ 1705 Caroline van Brandenburg-Ansbach (1683-1737) | Koning George II van Groot-Brittannië (1683-1760) ∞ 1705 Caroline van Brandenburg-Ansbach (1683-1737) | Koning George II van Groot-Brittannië (1683-1760) ∞ 1705 Caroline van Brandenburg-Ansbach (1683-1737)              | Koning George II van Groot-Brittannië (1683-1760) ∞ 1705 Caroline van Brandenburg-Ansbach (1683-1737)              |
| Ouders                                       | Frederik II van Hessen-Kassel (1720-1785) ∞ 1705 Maria van Hannover (1723-1772)              | Frederik II van Hessen-Kassel (1720-1785) ∞ 1705 Maria van Hannover (1723-1772)              | Frederik II van Hessen-Kassel (1720-1785) ∞ 1705 Maria van Hannover (1723-1772)              | Frederik II van Hessen-Kassel (1720-1785) ∞ 1705 Maria van Hannover (1723-1772)              | Frederik II van Hessen-Kassel (1720-1785) ∞ 1705 Maria van Hannover (1723-1772)                       | Frederik II van Hessen-Kassel (1720-1785) ∞ 1705 Maria van Hannover (1723-1772)                       | Frederik II van Hessen-Kassel (1720-1785) ∞ 1705 Maria van Hannover (1723-1772)                                    | Frederik II van Hessen-Kassel (1720-1785) ∞ 1705 Maria van Hannover (1723-1772)                                    |
| Willem I van Hessen-Kassel (1743-1821)       |                                                                                              |                                                                                              |                                                                                              |                                                                                              | | | | |